# Fanal (Mineralöl)
Fanal war der Markenname für Mineralöle der Hugo Stinnes AG.
Zur Fanal-Kette gehörten in den 1960er Jahren über 800 Tankstellen. Ende der 1970er Jahre umfasste das Netz über 1000 Tankstellen. Nach 1970 wurde die Fanal-Kette an VEBA verkauft und schließlich 1978 an BP. 1980 gab es 897 Tankstellen, davon 476 mit Selbstbedienung. Bis 1991 wurden alle Fanal-Tankstellen nach und nach entweder geschlossen oder auf die Marke BP umgeflaggt.